# Tengdahlsparken

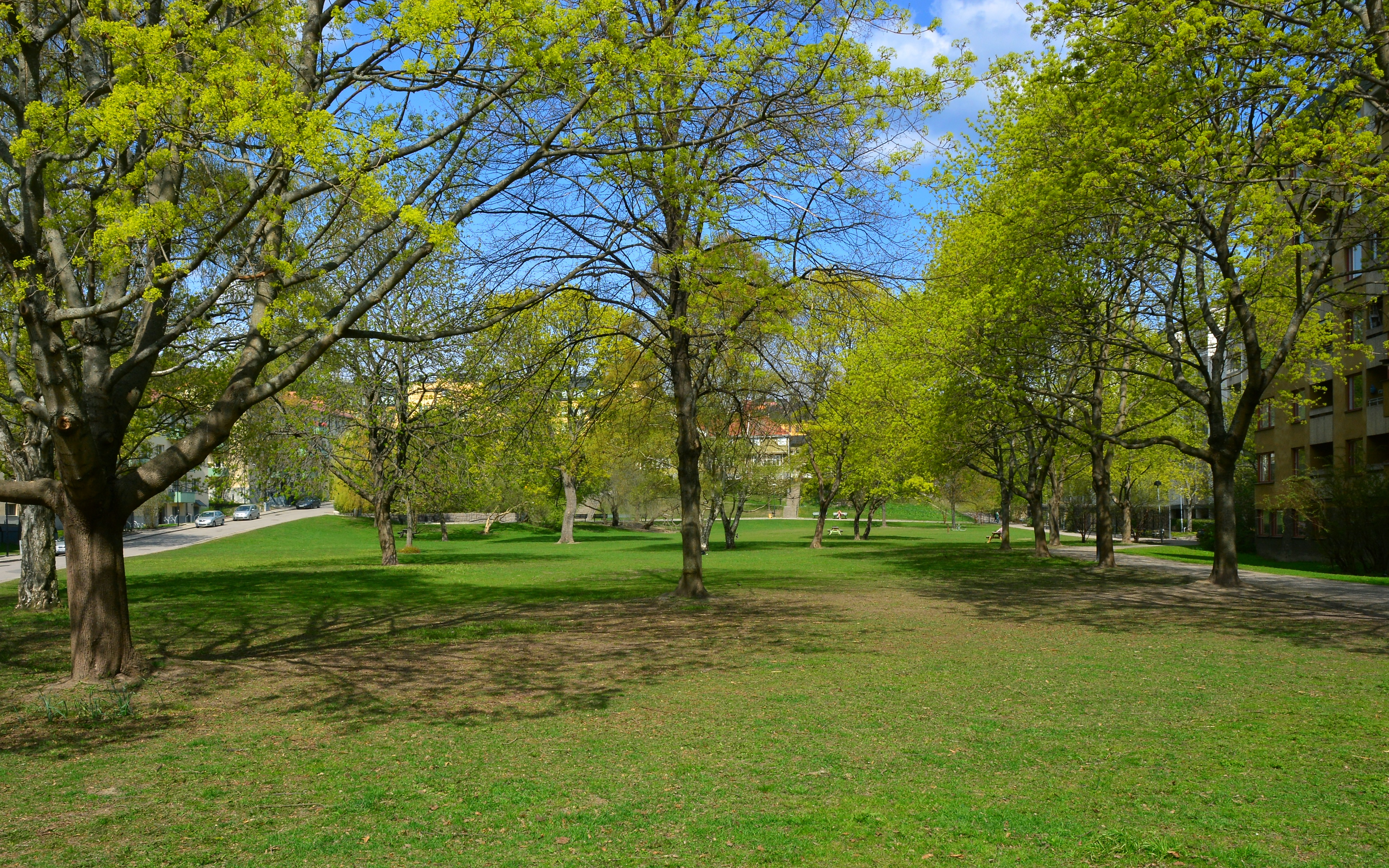
Tengdahlsparken i april 2014.

Tengdahlsparken är en park belägen öster om Vita Bergen och söder om Bondegatan på Södermalm i Stockholm. Parken anlades på 1930-talet och gestaltades av stadsträdgårdsmästaren Holger Blom. 

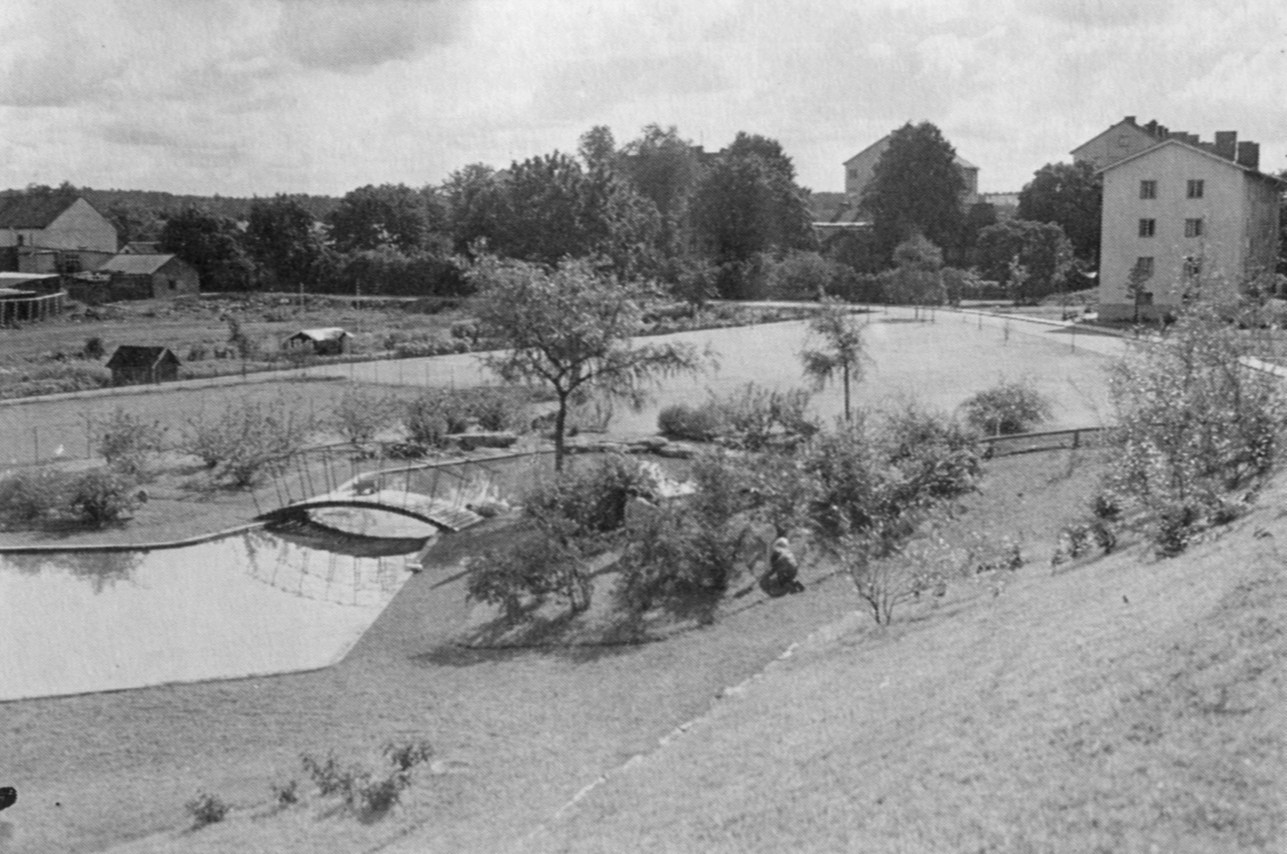
Tengdahlsparkens plaskdamm på 1940-talet.

Tengdahlsparken var i sin ursprungliga form ett tidigt exempel för Stockholmsstilen, där parken skulle innehålla sociala funktioner som en funktionsanpassad lekplats. Gällande Tengdahlsparken skulle den ge lek och förströelse för barnen i de närbelägna barnrikehusen. Parken delades upp för barn i olika åldrar, som "Koltbarnens lekplats" med sandlåda och soffor och "Skrammelplats" med lekredskap, stor sandlåda och plaskdamm med dusch. För fri lek fanns en bollplan och en gräsyta. Plaskdammen är i drift under sommaren. 
De senaste åren har parkens besökstryck ökat väsentligt i och med nya bostadskvarter i Norra Hammarbyhamnen. Stockholms stad har rustat upp parken mellan åren 2003 och 2005. Parken är uppkallad efter den socialdemokratiska riksdagsledamoten och kommunalpolitikern Knut Tengdahl.
Södermalms stadsdelsförvaltning ansvarar för renhållning och underhåll av parken. Alkoholförbud gäller i Tengdahlsparken.